# جيري ستيلر
جيري ستيلر (بالإنجليزية: Jerry Stiller) هو ممثل أمريكي، ولد في 8 يونيو 1927 بنيويورك في الولايات المتحدة. وتوفي في 11 مايو 2020 ببروكلين، في الولايات المتحدة.

## أعمال

### أفلام
- (1974) أخذ بيلهام واحد اثنان ثلاثة
- (1999) سر جبال الأنديز
- (2001) زولاندر[8]
- (2004)  هاكونا ماتاتا[9]
- (2004)  أسطورة رون بورغاندي[10]
- (2007) مثبتات الشعر[11]
- (2007) محطم القلوب[12]
- (2016) زولاندر 2[13]

### مسلسلات
- ذا غود وايف
- ذا كينغ أوف كوينز
- ساينفيلد

## وصلات خارجية
- جيري ستيلر على موقع IMDb (الإنجليزية)
- جيري ستيلر على موقع الموسوعة البريطانية (الإنجليزية)
- جيري ستيلر على موقع روتن توميتوز (الإنجليزية)
- جيري ستيلر على موقع ألو سيني (الفرنسية)
- جيري ستيلر على موقع ميوزك برينز (الإنجليزية)
- جيري ستيلر على موقع أول موفي (الإنجليزية)
- جيري ستيلر على موقع قاعدة بيانات برودواي على الإنترنت (الإنجليزية)
- جيري ستيلر على موقع قاعدة بيانات الأفلام السويدية (السويدية)
- جيري ستيلر على موقع إن إن دي بي (الإنجليزية)
- جيري ستيلر على موقع ديسكوغز (الإنجليزية)